# Dame Portugaise
Dame Portugaise o Senhora Philippa (fallecida después de 1634), fue una Nhara, o mujer afro-portuguesa comerciante de esclavos. Probablemente era hija de un hombre portugués y una mujer africana y estaba establecida como comerciante de esclavos y mercader en Rufisque, donde actuó como canal de contacto entre los portugueses y los gobernantes africanos de la región a través de sus conexiones con ambos, en efecto controlando el negocio entero entre los africanos y los europeos en la región.
Es el ejemplo más temprano de las muchas euroafricanas comerciantes que actuaron como agentes empresariales y diplomáticos entre los europeos y los africanos en la costa atlántica africana desde Senegal a Angola desde ese momento y hasta finales del siglo XIX. Estas mujeres se llamaban senora en Gambia, nhara en el África portuguesa y signares en Senegal, en honor a la senhora portuguesa. Después de ella vino, entre otras, Senhora Catti, quien en 1685 fue intermediaria del rey ('Damel') en el país wólof, Marie Mar, quien en 1682 fue famosa por su asistencia a los náufragos europeos, y especialmente Bibiana Vaz. No debe confundirse con otra mujer que también se llamaba 'Portuguesa', y que en 1669 se mencionaba con el mismo puesto en Guinea.